# From the Valley to the Stars
From the Valley to the Stars är  El Perro del Mars andra album. Skivan gavs ut 2008 på svenska skivbolaget Licking Fingers.

## Låtlista
1. "Jubilee" - 2:12
2. "Glory to the World" - 2:52
3. "You Can't Steal a Gift" - 2:33
4. "How Did We Forget?" - 3:11
5. "Inside the Golden Egg" - 1:46
6. "To Give Love" - 2:28
7. "Inner Island" - 4:39
8. "Do Not Despair" - 3:20
9. "Somebody's Baby" - 2:29
10. "The Sun Is an Old Friend" - 1:02
11. "Happiness Won Me Over" - 3:44
12. "From the Valley to the Stars" - 2:23
13. "You Belong to the Sky Now" - 1:38
14. "Into the Sunshine" - 2:58
15. "Someday I'll Understand (Love Will Be My Mirror)" - 3:44
16. "Your Name Is Neverending" - 2:08